# ガドガド

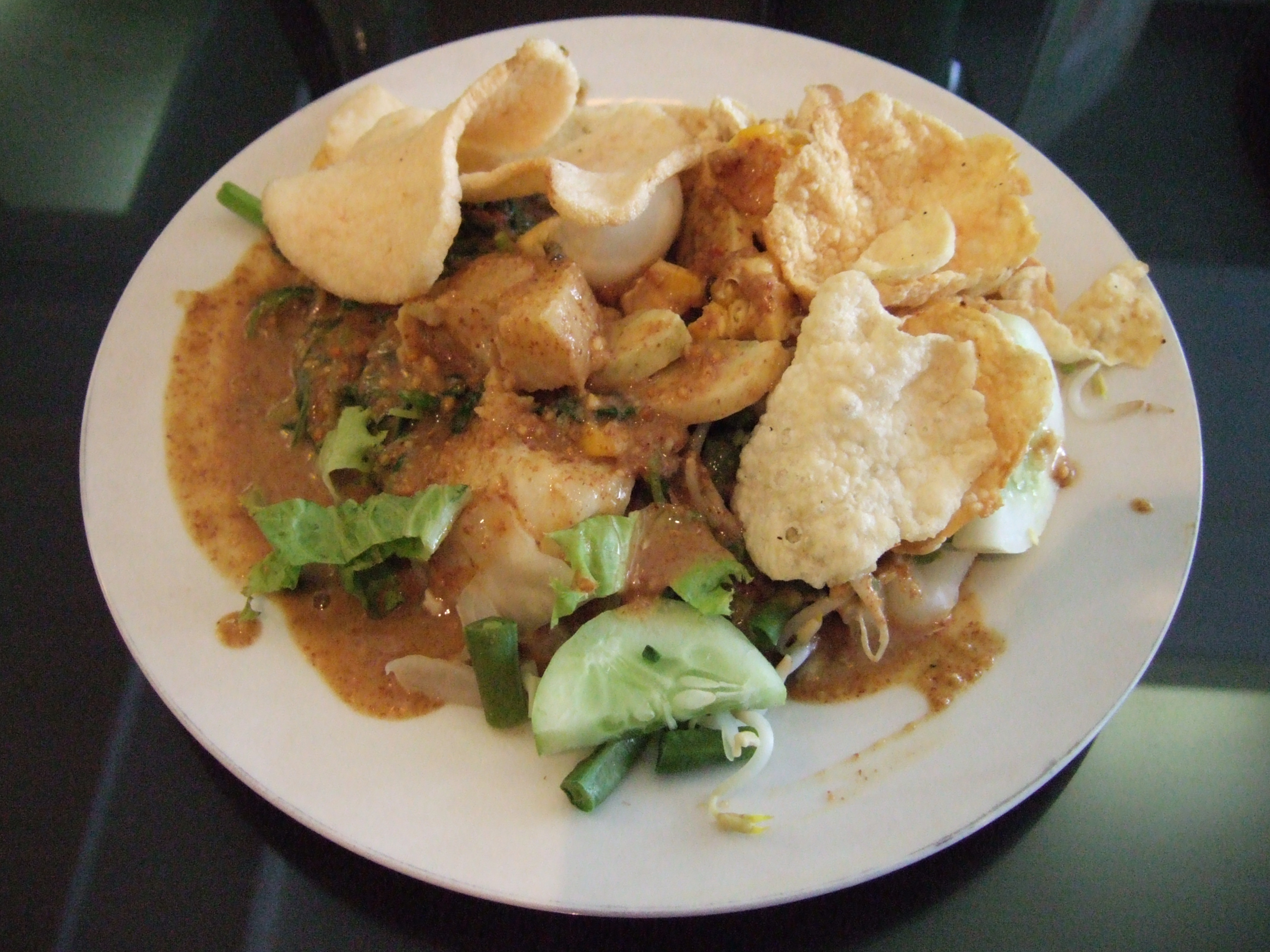
ガドガド

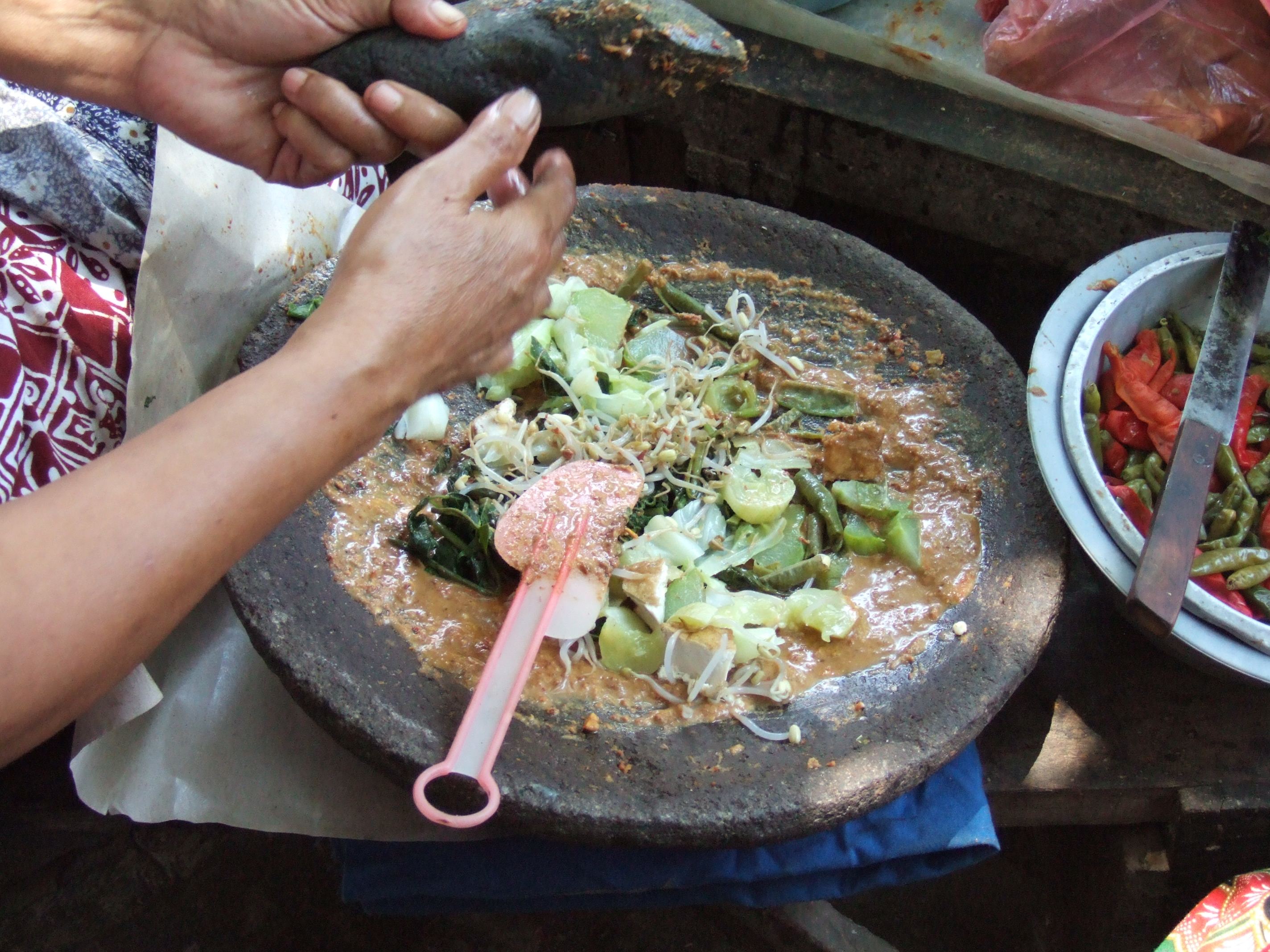
ガドガドの調理風景

ガドガド (インドネシア語：Gado-gado) は温野菜にブンブー・ガドガド（bumbu gado-gado）と呼ばれる甘辛いピーナッツ・ソースをかけたインドネシア料理である。インドネシアではホテルのレストランから屋台まで色々な所で食べることができる。Gado-gadoには「寄せ集め、ごちゃ混ぜ」と言った意味がある。
使用する材料はさやいんげんまたはジュウロクササゲ、ほうれん草、キャベツ、ブロッコリー、トマト、ニンジン、ジャガイモ、もやし、厚揚げ、ゆで卵などがよく使われる。具を茹でて適当な大きさに切り、ブンブ・ガドガドをかけて、エシャロットの一種をフレーク状に揚げたバワン・ゴレン（bawang goreng）と揚げたエビせんべいのクルプッを散らす。
ブンブー・ガドガドは揚げたピーナッツ、パームシュガー、唐辛子、ライムの汁、トラシ、タマリンドの汁、すりおろしたニンニク、ケチャップマニスなどを混ぜ合わせて作る。
現地では軽食やおかず料理であるが、軽食の場合米をバナナ葉に包んで茹でたロントンと呼ばれるライスケーキを切ったものを付けあわせる場合が多い。